# Сусени (Васлуј)
Сусени (рум. Suseni) насеље је у Румунији у округу Васлуј у општини Бакани. Oпштина се налази на надморској висини од 105 m.

## Становништво
Према подацима из 2002. године у насељу је живело 453 становника, од којих су сви румунске националности.